# Thành nhà Mạc (Lạng Sơn)
Thành nhà Mạc ở tỉnh Lạng Sơn là một di tích lịch sử văn hóa ở phường Tam Thanh, thành phố Lạng Sơn, tỉnh Lạng Sơn, Việt Nam. Đây là một trong số khá ít di tích còn lại của thời kỳ nhà Mạc trong lịch sử Việt Nam. Thành nhà Mạc cùng với núi Tô Thị được xem là hai di tích bộ mặt của tỉnh Lạng Sơn.

## Lịch sử
Năm 1592, thời chiến tranh Lê-Mạc, quân Nam triều (nhà Lê trung hưng) do Trịnh Tùng chỉ huy tiến ra bắc đánh chiếm Thăng Long. Vua nhà Mạc là Mạc Mậu Hợp bị bắt và bị xử tử. Các quý tộc và quan lại rút về vùng núi Lạng Sơn, Cao Bằng, Thái Nguyên, Tuyên Quang để tiếp tục chống cự. Trong thập niên cuối thế kỷ XVI, một quý tộc nhà Mạc là Mạc Kính Cung khi đó đã tổ chức đắp thành ở núi Vệ Sơn - Đông Kinh. Thành lũy được xây dựng dựa trên địa hình tự nhiên trấn giữ con đường độc đạo qua Lạng Sơn đến Trung Quốc.
Năm 1962, Thành nhà Mạc trở thành một phần của Khu di tích danh thắng Tam Thanh (sau là Nhị-Tam Thanh) được công nhận là di tích lịch sử văn hóa cấp Quốc gia (gồm chùa Tam Thanh, núi Tô Thị, thành nhà Mạc).

## Kiến trúc
Dấu tích hiện nay còn lại gồm 2 đoạn tường thành xây bằng đá giữa hẻm núi giữa ba ngọn núi cao, trong đó gồm hai ngọn núi Tô Thị và núi Lô Cốt. Bức tường thành phía tây bắc, xây bằng đá hộc miết mạch vôi cát có chiều dài 65m, chiều cao 4m, có cửa công, lỗ châu mai, cửa ra vào. Bức phía đông dài 75 m cũng có cổng ra vào, 15 lỗ châu mai, 7 cửa công. Chất liệu kết dính những khối đá hộc lớn lại với nhau là mật mía và mật ong. Tổng chiều dài hai đoạn tường thành là 300m.
Mặt thành dày trung bình 1m, có nhiều lỗ châu mai. Cửa thành được bố trí để thuận tiện cho việc phòng thủ. Đứng từ trên thành nhìn về hướng đông có thể bao quát toàn bộ thành phố Lạng Sơn ngày nay.
Đoạn cầu thang gồm hơn 100 bậc tam cấp được xây dựng về sau nhằm phục vụ mục đích tham quan.

## Bảo tồn
Năm 2004, Ủy ban nhân dân tỉnh Lạng Sơn giao khu di tích Thành nhà Mạc và núi Tô Thị cho Công ty Cổ phần Thương mại - Quảng cáo Hoàng Việt Anh đầu tư quản lý và khai thác. Công ty Hoàng Việt Anh đã tổ chức trồng cây xanh, tu bổ lại bộ phận di tích, đồng thời đưa ra dự án bao gồm nhà biểu diễn, lầu vọng cảnh, khu vực lễ hội,... và cả chùa. Tuy nhiên, dự án xây chùa bị ngành văn hóa tỉnh Lạng Sơn từ chối một cách kiên quyết.
Sự đầu tư của Công ty Hoàng Việt Anh sau đó tỏ ra thiếu hiệu quả. Các khu xử lý chất thải, các công trình vệ sinh, thu gom rác, biển báo, nội quy,... chưa đưa vào sử dụng đã xuống cấp nghiêm trọng. Rác thải không được dọn dẹp, vệ sinh lâu ngày dẫn đến tràn ngập khắp các khu vực từ bãi cỏ, lối đi, hốc đá và khắp các đỉnh núi. Ngoài tình trạng ô nhiễm, các sườn dốc, bậc thềm còn bị sạt lở, bong tróc, tạo nên "khung cảnh nham nhờ".
Năm 2006, Công ty Hoàng Việt Anh bị công an điều tra vì vụ "tượng phật". Năm 2010, di tích được tu bổ, tôn tạo nhưng chỉ có một đoạn được tu bổ sạch sẽ, đoạn còn lại để hoang và là nơi người dân vứt rác. Năm 2011, Ban quản lý di tích tham mưu cho tỉnh đưa khu di tích này vào Chương trình mục tiêu quốc gia nhằm chống xuống cấp. Điều này khiến Ban quản lý di tích Lạng Sơn chỉ có thể quản lý về mặt Nhà nước, đưa ra hướng dẫn sử dụng, còn việc khai thác và quản lý trực tiếp thì lại do đơn vị khác thực hiện. Năm 2014, tình trạng ô nhiễm trở nên nghiêm trọng đến mức khu di tích được cảnh báo là có nguy cơ trở thành phế tích.
Ngày 16 tháng 5 năm 2018, thực hiện chủ trương của tỉnh về việc phân cấp quản lý di tích, Ban quản lý di tích thành phố Lạng Sơn thành lập. Sang năm 2019, Ban quản lý di tích thành phố bắt đầu hoạt động tích cực và có hiệu quả trong việc giảm thiểu xâm hại di tích, bảo tồn và phát huy giá trị của các di tích trên địa bàn thành phố, trong đó có Thành nhà Mạc.
Tháng 6 năm 2018, Khu di tích được Sở Văn hóa - Thể thao và Du lịch tỉnh Lạng Sơn giao cho Ủy ban nhân dân thành phố Lạng Sơn quản lý. Ủy ban nhân dân thành phố tiếp tục giao cho Ủy ban nhân dân phường Tam Thanh quản lý. Trong thời gian này, Ủy ban nhân dân thành phố đã đầu tư hệ thống chiếu sáng; cho trồng hoa, thảm cỏ; cải tạo lối đi; cho cán bộ dọn vệ sinh, cắt cỏ; trồng 600 cây đào nhân dịp Tết trồng cây. Tuy nhiên, đến tháng 5 năm 2019, cảnh báo về tình trạng xuống cấp và ô nhiễm ở Thành nhà Mạc lại trở lên nghiêm trọng. Các loại rác thải, kim tiêm vứt bừa bãi. Nguyên nhân được cho là bởi sự vắng bóng của lực lượng chức năng trong khi di tích mở cửa tự do. Ngay sau khi có phản ánh, Ủy ban nhân dân thành phố đã tăng cường chỉ đạo, giúp di tích "thay đổi diện mạo", được người dân đánh giá tích cực.
Ngày 26 tháng 10 năm 2019, dưới sự tham mưu của Ban quản lý di tích thành phố Lạng Sơn, Ủy ban nhân dân thành phố Lạng Sơn phối hợp với Trường Đại học Khoa học xã hội và Nhân văn (Đại học Quốc gia Hà Nội) tổ chức hội thảo khoa học Di tích danh thắng Nhị - Tam Thanh núi Tô Thị, thành nhà Mạc - Di sản văn hóa và tiềm năng du lịch.
Tháng 7 năm 2020, Ủy ban nhân dân thành phố triển khai dự án tu bổ di tích Thành nhà Mạc với tổng kinh phí trên 10 tỷ đồng.

## Vụ "tượng phật"
Năm 2004, Công ty Cổ phần Thương mại - Quảng cáo Hoàng Việt Anh được chính quyền địa phương giao cho quản lý và khai thác khu vực Thành nhà Mạc và núi Tô Thị.
Ngày 12 tháng 2 năm 2006, nhân dịp tỉnh Lạng Sơn tổ chức "Lễ hội Văn hóa - du lịch năm 2006". Ngày 13 tháng 2, Công ty Hoàng Việt Anh tung tin phát hiện một bức tượng phật cổ trong hang đá thuộc khuôn viên Thành nhà Mạc. Thông tin này khiến số lượng du khách lên núi tham quan Thành nhà Mạc tăng cao.
Chiều 15 tháng 2, Sở Văn hóa - Thông tin tỉnh Lạng Sơn kết luận bức tượng thực chất chỉ là một khối thạch anh bình thường. Chiều 16 tháng 2, Giám đốc Bảo tàng tỉnh Lạng Sơn Nông Xuân Tiến khẳng định "hình thù tượng lạ" là do một số công nhân của Công ty Hoàng Việt Anh dùng xà beng, đục, giấy ráp tạo thành nhằm tạo "điểm nhấn". Bài viết trên báo Nhân dân cho rằng đây là hành động "bày đặt ra những chuyện phi lịch sử phi văn hóa" vì mục đích lợi nhuận. Hành vi này sau đó được giao cho công an điều tra.